# Janusz Radziwiłł (1612-1655)
Janusz Radziwiłł (in lituano Jonušas Radvila; Papilys, 12 dicembre 1612 – Tykocin, 31 dicembre 1655) è stato un sovrano lituano.
Era uno szlachta e magnate della Confederazione polacco-lituana, e ha ricoperto il ruolo di podkomorzy di Lituania (dal 1633), Grande atamano di Lituania (dal 1654), voivoda del voivodato di Vilnius, starost di Samogizia, Kam"janec', Kazimierz e Sejwy
Uno degli uomini più potenti della Confederazione, spesso ritenuto il capo de facto dell'intero Granducato di Lituania, durante "il Diluvio", ovvero l'invasione svedese della Confederazione durante la Seconda guerra del nord, si schierò a fianco del sovrano svedese siglando il Trattato di Kėdainiai e l'Unione di Kėdainiai. Questa mossa però lo rese inviso al resto della nobiltà, compresi alcuni membri della sua stessa famiglia: le sue armate vennero sconfitte in battaglia ed egli stesso morì sotto assedio nel castello di Tykocin.

## Biografia

### Giovinezza e ascesa
Figlio di Krzysztof Radziwiłł e di Anna Kiszkane, venne educato all'estero, in Germania e Paesi Bassi, e partecipò agli scontri della guerra di Smolensk nel 1633. Di fede calvinista, sposò però in prime nozze una cattolica, Katarzyna Potocka, nel 1638, dalla quale ebbe due figli, Anna Maria Radziwiłł (1640-1667) e Krzysztof Radziwiłł, che morì in tenera età. Nel 1645 si risposò con Maria Lupu, figlia dell'ospodaro moldavo Vasile Lupu. Radziwiłł fu un protettore della religione protestante in Lituania e finanziò la costruzione di numerose scuole e chiese protestanti.

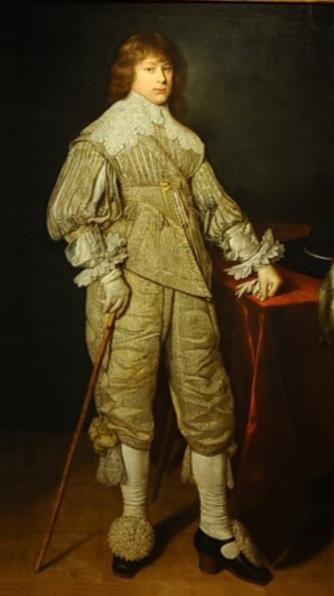
Il giovane Janusz Radziwiłł ritratto da David Bailly, 1632.

In quel periodo, gli interessi privati del casato dei Radziwiłł, impegnato ad aumentare la propria fortuna, andavano sempre più divergendo da quelli della Confederazione polacco-lituana: massimo esempio di questa politica familiare tesa alla conquista di sempre maggiore peso politico nel Granducato fu proprio Janusz Radziwiłł, ricordato dalla storiografia polacca come uno dei nobili responsabili per la fine dell'"età d'oro polacca".
Janusz Radziwiłł sfruttò infatti la propria influenza contro il re di Polonia e granduca di Lituania Giovanni II Casimiro con l'intento di assicurarsi gli uffici di voivoda e hetman. Nel 1652 paralizzò i lavori del Parlamento polacco e del Sejm invocando il liberum vetum.

### Accordo con la Svezia e caduta
Nell'agosto 1654, nel corso della guerra russo-polacca (1654-1667), sconfisse i russi nella battaglia di Škloŭ, ma poche settimane dopo venne a sua volta vinto nella battaglia di Szepielewicze. Pochi mesi dopo, quando l'Impero svedese invase la Confederazione nel corso della Seconda guerra del nord, Janusz, assieme al cugino Bogusław Radziwiłł, iniziò a tessere accordi con il re Carlo X Gustavo di Svezia, per abolire l'Unione di Lublino che aveva dato origine alla Confederazione. Nel successivo Trattato di Kėdainiai del 17 agosto 1655 Janusz dichiarò il Granducato di Lituania un protettorato svedese, quindi i due cugini firmarono un altro trattato il 20 ottobre, secondo il quale si costituiva l'Unione di Kėdainiai, e cioè l'annessione della Lituania all'impero svedese, e in cui venivano assicurato ai Radziwiłł il governo di parte del Granducato.
Janusz non fu comunque l'unico ad abbandonare la parte polacca: molti altri nobili, come il kanclerz (cancelliere) Hieronim Radziejowski e il podskarbi (gran tesoriere) Bogusław Leszczyński, convinti che Giovanni II Casimiro fosse un re troppo debole e manovrato dai gesuiti, invitarono Carlo Gustavo a reclamare la corona polacca. Giovanni II Casimiro aveva pochi sostenitori nella szlachta (nobiltà) polacca, date le sue evidenti simpatie per gli Asburgo e la sua scarsa considerazione per la Confederazione Polacco-Lituana. Il voivoda di Poznań Krzysztof Opaliński cedette la Grande Polonia a Carlo Gustavo, e ben presto altri voivodi fecero altrettanto.

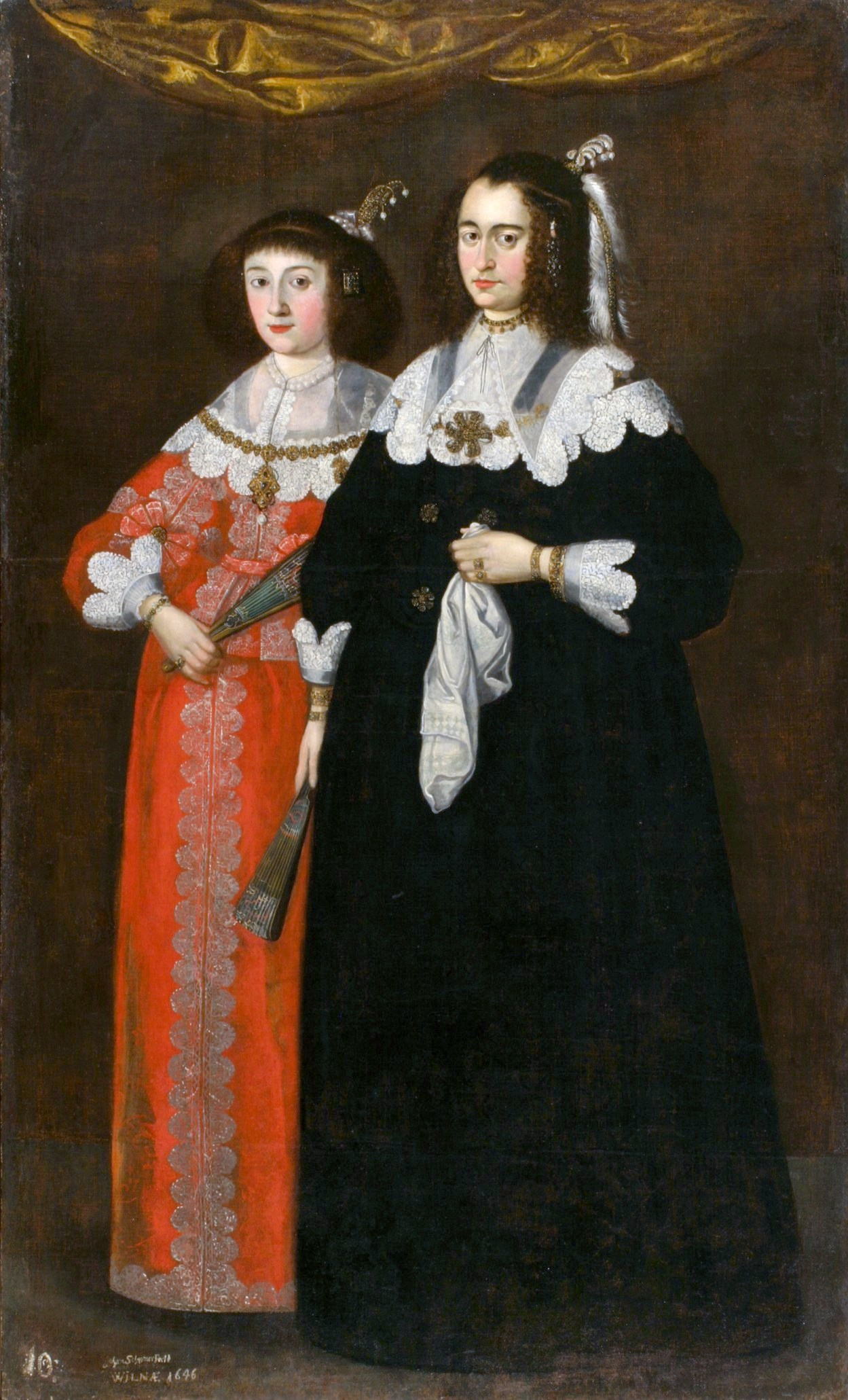
Le due mogli di Janusz Radziwiłł

Tuttavia, sebbene gran parte della Confederazione, comprese Varsavia, Cracovia e la parte occidentale del Granducato, fosse sotto il controllo degli svedesi, il re Giovanni II Casimiro e i suoi alleati, riuniti nella Confederazione di Tyszowce, riuscirono, dopo alcuni anni di lotte, a riprendere il potere, a partire dalla resistenza dimostrata durante l'assedio di Jasna Góra. La sconfitta e la ritirata dell'esercito svedese misero una brusca fine ai piani di Janusz e Bogusław: Janusz morì a Tykocin, sotto l'assedio delle forze della Confederazione (gli ultimi, disperati difensori svedesi finirono col farsi saltare in aria).

## Discendenza e sfortuna postuma
I rami di Janusz e di Bogusław si estinsero con la successiva generazione, la sua discendenza però proseguì nei successivi sovrani di Baviera e in altre dinastie reali e principesche, come la famiglia Bernadotte di Svezia, le attuali case reali di Norvegia e Danimarca, i principi del Liechtenstein, ecc.
Nel 1917, Wilhelm, conte di Urach, vedovo di Amalia in Baviera, diretta discendente di Janusz Radziwiłł, venne scelto come re di Lituania col nome di Mindaugas II. Ma, a causa della situazione caotica dovuta all'infuriare della prima guerra mondiale, non salì mai al trono.
Janusz Radziwiłł non gode di buona fama nella cultura popolare polacca, specialmente a causa del ritratto negativo che ne tratteggia nella sua opera Il diluvio lo scrittore Premio Nobel per la letteratura Henryk Sienkiewicz. Janusz Radziwiłł, interpretato da Władysław Hańcza, è anche un personaggio del film Diluvio di Jerzy Hoffman.